# Moulines, Manche
Moulines är en kommun i departementet Manche i regionen Normandie i norra Frankrike. Kommunen ligger i kantonen Saint-Hilaire-du-Harcouët som tillhör arrondissementet Avranches. År 2022 hade Moulines 281 invånare.

## Befolkningsutveckling
Antalet invånare i kommunen Moulines
| Referens: INSEE |